# Stephen Hung
Pour les articles homonymes, voir Hung.
Stephen Hung, né en 1959, est un homme d'affaires et milliardaire chinois.

## Biographie
Diplômé d'un MBA en administration des entreprises à l'université de Californie du Sud, il fait fortune en tant que promoteur immobilier à Hong Kong.